# Фёринген (Швабия)
Фёринген (нем. Vöhringen) — город в Германии, в земле Бавария.
Подчинён административному округу Швабия. Входит в состав района Ной-Ульм. Население составляет 13 055 человек (на 31 декабря 2010 года). Занимает площадь 23,63 км². Официальный код — 09 7 75 162.